# Jan Verheyen (labdarúgó)
Jan Verheyen (Hoogstraten, 1944. július 9. –) belga válogatott labdarúgó.
A belga válogatott tagjaként részt vett az 1970-es világbajnokságon és az 1972-es Európa-bajnokságon.
Fia: Gert Verheyen szintén válogatott labdarúgó volt.

## Sikerei, díjai
Anderlecht
- Belga bajnok (4): 1971–72, 1973–74
- Belga kupa (2): 1971–72, 1972–73, 1974–75

Belgium
- Európa-bajnoki bronzérmes (1): 1972